# Bulbine abyssinica
Bulbine abyssinica là một loài thực vật có hoa trong họ Thích diệp thụ. Loài này được A.Rich. miêu tả khoa học đầu tiên năm 1850.